# Simon Gindikin
Simon Grigorevich Gindikin (em russo:  Семён Григорьевич Гиндикин; Moscou, RSFS da Rússia, 7 de dezembro de 1937) é um matemático russo, professor da Universidade Rutgers.
Obteve um doutorado sob orientação de Ilja Pjatetskij-Shapiro.

## Publicações selecionadas
- Gindikin, S. G.; Karpelevich, F. I. (1962), «Plancherel measure for symmetric Riemannian spaces of non-positive curvature», Soviet Math. Dokl., ISSN 0002-3264, 3: 962–965, MR 0150239
- Gindikin, S. G.; Karpelevich, F. I. (1969) [1966], «On an integral associated with Riemannian symmetric spaces of non-positive curvature», Twelve Papers on Functional Analysis and Geometry, ISBN 978-0-8218-1785-8, American Mathematical Society translations, 85, pp. 249–258, MR 0222219
- Gindikin, Simon (2007) [1981], Tales of mathematicians and physicists, ISBN 978-0-387-36026-3 2nd ed. , Berlin, New York: Springer-Verlag, MR 0652688